# Zamia tuerckheimii
Zamia tuerckheimii är en kärlväxtart som beskrevs av John Donnell Smith. Zamia tuerckheimii ingår i släktet Zamia och familjen Zamiaceae. IUCN kategoriserar arten globalt som nära hotad. Inga underarter finns listade i Catalogue of Life.